# Kraken (kriptotőzsde)
A Kraken egy Egyesült Államokban bejegyzett kriptovaluta-tőzsde, amelyet 2011-ben alapítottak. A Kraken volt az egyik első bitcointőzsde, amelyet a Bloomberg Terminálon jegyeztek. Állítólagos 2021. februári becsült értéke 10,8 milliárd USD volt. A cég 2018 óta több hatósági vizsgálatot is kapott, és ezidáig több mint 30 millió dollár pénzbírságot fizetett a jogi viták rendezése érdekében.

## Története
A Krakent 2011-ben Jesse Powell, a sacramentói California State University egyik öregdiákja alapította Thanh Luuval és Michael Gronagerrel közösen. Powell a Mt. Gox tanácsadója volt egy biztonsági probléma megoldásában, ez idő alatt kezdett el dolgozni a Kraken váltón, még mielőtt a Mt.Gox bedőlt volna 2014-ben a biztonsági hiányosságok miatt. 2013 szeptemberében indult a Kraken, amely kezdetben bitcoin, litecoin és euró kereskedést kínált, mielőtt további kriptovalutákat és margin kereskedést indított.
2014 márciusában a Kraken 5 millió dolláros A sorozatú befektetést kapott a Hummingbird Venturestől és a Bitcoin Opportunity Fundtól. Egy hónappal később a Kraken lett az egyik első bitcoin tőzsde, amelyet a Bloomberg terminálon jegyeztek. Ugyanebben az évben Krakent választották ki, hogy segítsen a Mt. Gox elveszett bitcoinjainak felderítésében, a csődgondnok a Krakenre támaszkodott a megbízható, hackmentes működési múltja miatt. 2015 júniusában a Kraken elindította az első bitcoin dark pool-t.
2016 januárjában Kraken megvásárolta a Coinsettert (és vele együtt a Cavirtexet), a New York-i székhelyű kriptotőzsdét. Egy hónappal később a Kraken bejelentette az SBI Group által vezetett B sorozatú befektetési körének befejeztét, és felvásárolta a holland CleverCoin kriptotőzsdét valamint 2016 decemberben a Gliderát, ami egy kriptovaluta pénztárca szolgáltatás. 2017 márciusában a Kraken felvásárolta a Cryptowatch-ot, egy diagramkészítő és kereskedési platformot. 2017 decemberében a Kraken azt állította, hogy naponta akár 50 000 új felhasználót is regisztrált.
2018 áprilisában a Kraken bejelentette, hogy bezárja szolgáltatásait Japánban a növekvő üzleti költségek miatt. 2019 februárjában a Kraken felvásárolta a Crypto Facilities-t, egy brit származékos kereskedő céget. 2019 júniusában a Kraken 13,5 millió dollárt kapott 2263 magánbefektetőtől egy speciális befektetési megoldáson keresztül.
2020 szeptemberében a Kraken egy speciális célú letétkezelő intézmény (SPDI) chartát kapott Wyoming államban, és ezzel a Kraken lett az első kriptovaluta tőzsde, amely ilyen chartával rendelkezik az Egyesült Államokban. 2021 elején a Kraken 20 milliárd dolláros piaci értékbecslés kontextusban további finanszírozást kért befektetőktől, ami során a Tribe Capital lett a cég második legnagyobb intézményi befektetője a Hummingbird Ventures mögött. Ekkor nevezték ki Arjun Sethitet az igazgatóságba.
2021 januárjában a Kraken kiadott egy mobilalkalmazást nemzetközi felhasználók számára, amely 2021 júniusában vált elérhetővé az Egyesült Államokban. 2022 szeptemberében Dave Ripley - akkori operatív igazgató - váltotta Jesse Powellt, akit a Kraken igazgatótanácsának elnökévé iktattak be. 2022 novemberében a vállalat elindította a nem helyettesíthető token (NFT) piacterének élő verzióját.
2022 márciusában a Kraken integrálta a Bitcoin második rétegű fizetési protokollját, a Lightning Networköt. A Kraken a saját Lightning csomópontjával csatlakozott a hálózathoz, amely segítségével a felhasználók akár 0.1 BTC-t is befizethetnek vagy kiutalhatnak.
2023 februárjában a Kraken leállította tevékenységét Japánban és az Egyesült Arab Emírségekben.
Az FBI 2023 márciusban házkutatást tartott a Kraken kriptotőzsde alapító, Jesse Powell otthonában, aki állítólag feltörte egy általa alapított nonprofit szervezet számítógépes fiókjait és kibertámadást követett el a szervezet ellen. Szintén márciusban jelentette be a Kraken, hogy szponzori szerződést írt alá a Williams Forma 1-es istállóval.

## Ellentmondások

### Kormányzati szabályozói vizsgálatok
2018 áprilisában Kraken megtagadta a New York-i Főügyészség által a kriptovaluta tőzsdék által ügyfeleik piaci manipulációval és pénzmosással szembeni védelme érdekében hozott intézkedésekkel kapcsolatos vizsgálatot, és megállapította, hogy a kapcsolódó kiadások rosszak az üzlet számára. A jelentés arra figyelmeztetett, hogy a Kraken sértheti az egyesült államokbeli törvényeket, azt javasolta az amerikai felhasználóknak, hogy maradjanak távol tőle, majd a platformot New York állam pénzügyi szolgáltatási minisztériumához irányították a helyi virtuális pénznemekre vonatkozó szabályozás esetleges megsértése miatt.
2019 márciusában a tőzsdét az egyesült államokbeli Külföldi Vagyonellenőrzési Hivatal vizsgálta a szankciók esetleges megsértése miatt, mivel állítólag lehetővé tette az iráni székhelyű ügyfeleknek a tőzsdén való kereskedelmet. 2022 novemberében A Kraken egy egyezség értelmében 362 000 dollár bírságot fizetett, és beleegyezett, hogy "további 100 000 dollárt fektet be bizonyos szankciók betartásának ellenőrzésébe". 2021. szeptember végén a Krakent 1,25 millió dolláros bírság megfizetésére kötelezték a Commodity Futures Trading Commission felé, mert nem regisztrált marginkereskedést kínált ügyfeleinek.
2023 februárjában az Értékpapír- és Tőzsdefelügyelet (SEC) illegális értékpapír-értékesítésnek minősítette a Kraken stake szolgáltatását. A vállalat 30 millió dolláros egyezségben állapodott meg a SEC-vel válaszul azokra az állításokra, amelyek szerint kriptoeszköz stakelési termékei megsértették a szabályozói törvényeket. A Kraken abba is beleegyezett, hogy beszünteti a stake szolgáltatásának értékesítését az Egyesült Államokban.

### Glassdoor értékelők azonosítása
2019 májusában a Kraken indítványt nyújtott be a kaliforniai Marin megyei felsőbírósághoz, hogy azonosítsanak tíz névtelen értékelőt a Glassdoor oldalon. Kraken beperelte őket, mert állítólag megszegték a végkielégítési szerződésüket. Az Electronic Frontier Foundation, amely a névtelen értékelőket képviseli, azt állítja, hogy az értékelők azonosítása sértené az első kiegészítés szerinti szólásszabadsághoz való jogukat, és eltántorítana másokat is a szabad véleménynyilvánítástól. A bíróság arra kötelezte a Glassdoort, hogy fedje fel néhány értékelő valódi kilétét.

### Munkakultúra és elbocsátások
2019-ben Powell azt nyilatkozta, hogy a gyermeknevelés elvonja a figyelmet a produktív élettől, és bírálta a szülői szabadságok gazdasági életképességét. Tovább folytatva nyilatkozta, hogy érdemes-e vállalni azt a kockázatot, hogy nem tartják be a vonatkozó kormányzati előírásokat. 2022 júniusában Powell egy munkaértekezleten sürgette az alkalmazottakat, hogy utasítsák el a preferált nemi névmások használatát. Ezután nyitott egy Slack csatornát, hogy megvitassák, miért szabad az embereknek megválasztani a nemüket, de nem faji vagy etnikai hovatartozást. Másnap Kraken kiadott egy "kulturális dokumentumot", amely felvázolta azokat a libertárius értékeket, amelyeket a munkában be kell tartani. Többek között megtiltották az alkalmazottaknak, hogy mások megjegyzéseit "mérgezőnek, gyűlöletkeltőnek, rasszistának" stb. jelöljék meg, és külön hangsúlyt kapott, hogy a "sértő magatartás" nem tilos. Powell és vezetőtársai bátorították azokat az alkalmazottakat, akik nem értenek egyet a politikával, hogy mondjanak fel, és négy hónap végkielégítést ajánlottak azoknak, akik így döntöttek.
2022 novemberében a Kraken mintegy 1100 alkalmazottat bocsátott el – ez a dolgozói létszám körülbelül 30 százaléka.

## Fordítás
Ez a szócikk részben vagy egészben  a   Kraken (company) című angol Wikipédia-szócikk ezen változatának fordításán alapul.  Az eredeti cikk szerkesztőit annak laptörténete sorolja fel. Ez a jelzés csupán a megfogalmazás eredetét és a szerzői jogokat jelzi, nem szolgál a cikkben szereplő információk forrásmegjelöléseként.